# Stigma diaboli
Con la locuzione stigma diaboli (o marchio del diavolo) si usava definire nel periodo della caccia alle streghe una caratteristica dell'accusata che (se colpevole di stregoneria) non sarebbe stata, in alcuni punti del corpo, sensibile al dolore. Ciò poteva essere causato da particolari preparati assunti (o portati indosso) a tale scopo e, secondo la visione del tempo, avrebbe dimostrato la presenza del demonio nella donna in esame o almeno i rapporti che ella avrebbe intrattenuto con il demonio stesso.

## Metodi di verifica
Per verificare la presenza dello stigma diaboli venivano ingaggiati professionisti che esaminavano a fondo ogni parte del corpo dell'imputata alla ricerca di elementi (per esempio talismani) di cui ella si sarebbe munita per rendersi insensibile al dolore degli eventuali tormenti ai quali poteva essere sottoposta durante gli interrogatori. Un sistema era quello di trafiggere ogni singola parte del corpo  con uno spillone, al fine di trovare una zona insensibile al dolore, un altro consisteva nel bruciare la donna con del ferro incandescente, stando attenti a dove avrebbe smesso di urlare. Il rinvenimento di tale zona costituiva una prova sufficiente ad emettere un verdetto di colpevolezza.
Altri metodi consistevano nell'identificare la presenza di mammelle addizionali (anch'esse considerate sospette perché con esse la "strega" avrebbe allattato dèmoni) o del cosiddetto "occhio del Diavolo" che consisteva in un particolare neo situato nella parte interna della coscia, o ancora nell'accertamento della capacità di stare a galla. Secondo Plinio il Vecchio le streghe galleggiavano sull'acqua per cui la persona imputata veniva immersa in un fiume o in uno stagno per dieci o quindici minuti, con la mano destra legata al piede sinistro: se tendeva a rimanere a galla era considerata colpevole, se viceversa tendeva ad affondare era dichiarata innocente.
Una descrizione delle varie forme che il marchio poteva assumere e della procedura per la sua individuazione si trova nel capitolo undicesimo della Prattica di proceder di Deodato Scaglia (1637)

## In letteratura e musica
Il marchio del diavolo è il titolo italiano di un romanzo di Glenn Cooper.
Sigillum diaboli è il titolo di un brano del gruppo degli HIM, tratto dall'album Razorblade Romance.